# Bruay-sur-l'Escaut
Pour les articles homonymes, voir Bruay.
Bruay-sur-l'Escaut [bʁyɛ syʁ lɛsko] est une commune française située dans le département du Nord, en région Hauts-de-France.

## Géographie

### Localisation

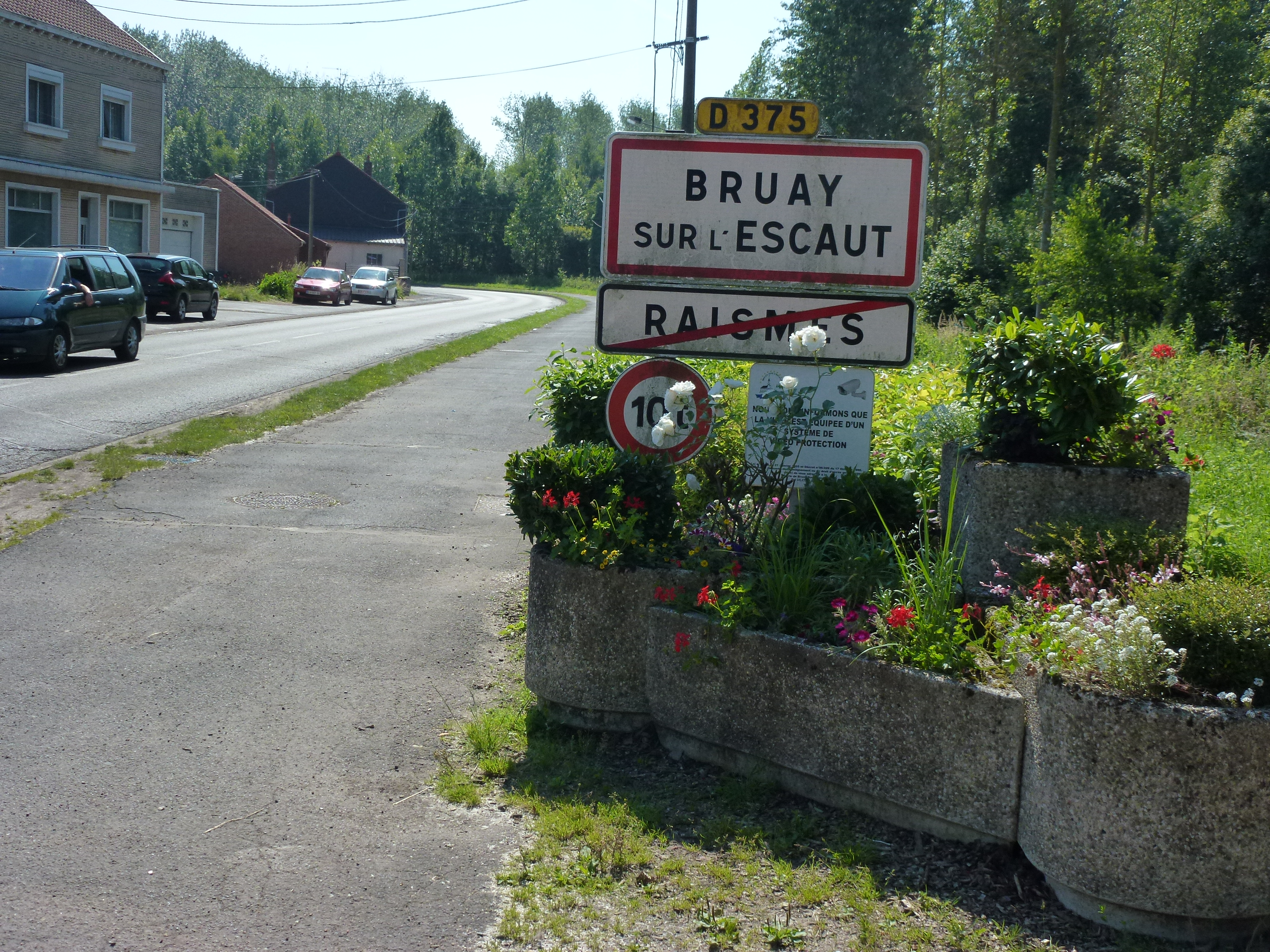
Entrée de Bruay-sur-l'Escaut.

Bruay-sur-l'Escaut, ville du bassin minier du Nord-Pas-de-Calais, est proche de Valenciennes (5 km) et de la frontière belge (ville de Quiévrain ou Bonsecours) à 10 km.
La commune fait partie de la Communauté d'agglomération de Valenciennes Métropole.

### Communes limitrophes
| Raismes   | Raismes            | Escautpont   |
| Beuvrages | Bruay-sur-l'Escaut | Saint-Saulve |
| Anzin     | Valenciennes       | Saint-Saulve |

### Géologie et relief
La superficie de la commune est de 670 hectares ; son altitude varie entre 17 et 34 mètres.

### Voies de communication et transports
Idéalement placée au sein du territoire valenciennois, Bruay-sur-l'Escaut dispose d'un réseau d'infrastructures qui la rend très accessible :
- routières (RD75, RD375, RD935, RD2020 et prochainement le Contournement Nord de Valenciennes) ;
- autoroutières : accès A2 Paris et A23 Lille à 9 km ;
- ferroviaires : gare de Valenciennes à 5 km ;
- aériennes : aérodrome de Valenciennes à 17 km, aéroport Lille-Lesquin à 45 km ;
- fluviales : port fluvial de la ville, port de plaisance de Valenciennes à 5 km ;
- transports en commun : 1 ligne de tramway et 2 lignes de bus ;
- nombreuses pistes cyclables et chemins piétonniers-nature ;
- proximité avec la Belgique et l'Angleterre, via le Thalys et les ferrys.

#### Proche des grandes métropoles
Lille à 45 minutes. Paris à 2 h 15. Bruxelles à 1 h 30.

### Hydrographie

#### Réseau hydrographique
La commune est située dans le bassin Artois-Picardie. Elle est drainée par l'Escaut canalisée, le Jard, le canal de Saint Saulve, la Vieil Escaut de Valenciennes, le canal du jard, le fleuve l'Escaut et divers autres petits cours d'eau,.
L'Escaut est un fleuve européen de 355 km de long, qui traverse trois pays (France, Belgique et Pays-Bas), avant de se jeter en mer du Nord. La partie canalisée en France relie Cambrai à[Quoi ?], après avoir traversé 34 communes.

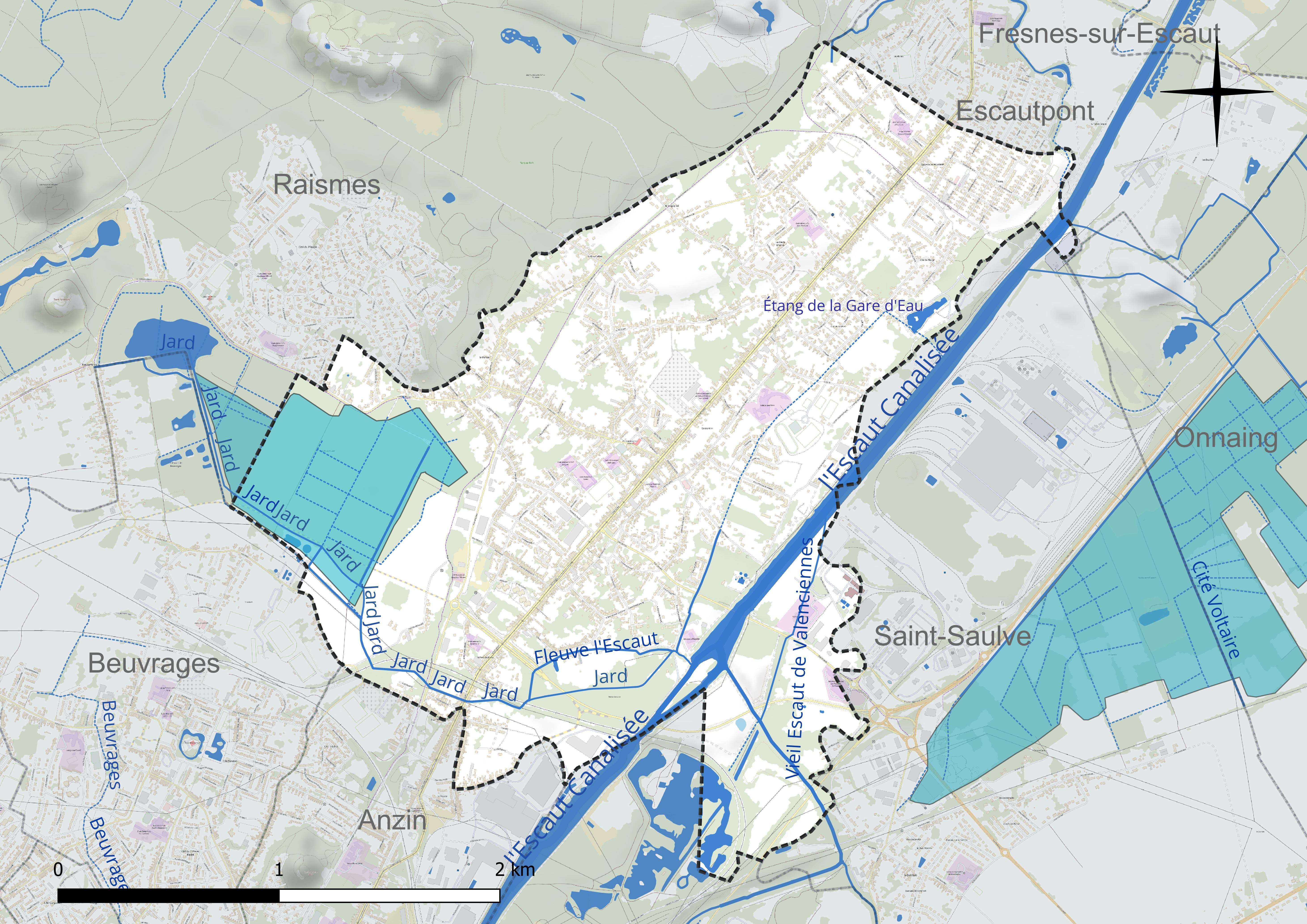
Réseau hydrographique de Bruay-sur-l'Escaut.

Deux plans d'eau complètent le réseau hydrographique : l'étang de la Gare d'Eau (0,9 ha) et l'étang des Cheminots, d'une superficie totale de 14,8 ha (3,7 ha sur la commune),.

#### Gestion et qualité des eaux
Le territoire communal est couvert par le schéma d'aménagement et de gestion des eaux (SAGE) « Escaut ». Ce document de planification concerne un territoire de 2 005 km2 de superficie, délimité par le bassin versant de l'Escaut. Le périmètre a été arrêté le 9 juin 2006 et le SAGE proprement dit a été approuvé le 13 juillet 2021. La structure porteuse de l'élaboration et de la mise en œuvre est le syndicat mixte Escaut et Affluents (SyMEA).
La qualité des cours d'eau peut être consultée sur un site dédié géré par les agences de l'eau et l'Agence française pour la biodiversité.

### Climat
Pour des articles plus généraux, voir Climat des Hauts-de-France et Climat du Nord.
En 2010, le climat de la commune est de type climat océanique dégradé des plaines du Centre et du Nord, selon une étude du CNRS s'appuyant sur une série de données couvrant la période 1971-2000. En 2020, Météo-France publie une typologie des climats de la France métropolitaine dans laquelle la commune est exposée à un climat océanique altéré et est dans la région climatique Nord-est du bassin Parisien, caractérisée par un ensoleillement médiocre, une pluviométrie moyenne régulièrement répartie au cours de l'année et un hiver froid (3 °C).
Pour la période 1971-2000, la température annuelle moyenne est de 10,5 °C, avec une amplitude thermique annuelle de 14,9 °C. Le cumul annuel moyen de précipitations est de 727 mm, avec 12,6 jours de précipitations en janvier et 9,3 jours en juillet. Pour la période 1991-2020, la température moyenne annuelle observée sur la station météorologique la plus proche, située sur la commune de Valenciennes à 5 km à vol d'oiseau, est de 11,0 °C et le cumul annuel moyen de précipitations est de 694,1 mm,. Pour l'avenir, les paramètres climatiques de la commune estimés pour 2050 selon différents scénarios d'émission de gaz à effet de serre sont consultables sur un site dédié publié par Météo-France en novembre 2022.

## Urbanisme

### Typologie
Au 1er janvier 2024, Bruay-sur-l'Escaut est catégorisée grand centre urbain, selon la nouvelle grille communale de densité à sept niveaux définie par l'Insee en 2022.
Elle appartient à l'unité urbaine de Valenciennes (partie française), une agglomération internationale regroupant 56  communes, dont elle est une commune de la banlieue,,. Par ailleurs la commune fait partie de l'aire d'attraction de Valenciennes (partie française), dont elle est une commune du pôle principal,. Cette aire, qui regroupe 102 communes, est catégorisée dans les aires de 200 000 à moins de 700 000 habitants,.

### Occupation des sols
L'occupation des sols de la commune, telle qu'elle ressort de la base de données européenne d'occupation biophysique des sols Corine Land Cover (CLC), est marquée par l'importance des territoires artificialisés (72,4 % en 2018), en augmentation par rapport à 1990 (61,3 %). La répartition détaillée en 2018 est la suivante : 
zones urbanisées (65,6 %), forêts (15,3 %), prairies (10,8 %), zones industrielles ou commerciales et réseaux de communication (6,5 %), zones humides intérieures (1,2 %), mines, décharges et chantiers (0,2 %), zones agricoles hétérogènes (0,1 %), milieux à végétation arbustive et/ou herbacée (0,1 %). L'évolution de l'occupation des sols de la commune et de ses infrastructures peut être observée sur les différentes représentations cartographiques du territoire : la carte de Cassini (XVIIIe siècle), la carte d'état-major (1820-1866) et les cartes ou photos aériennes de l'IGN pour la période actuelle (1950 à aujourd'hui).

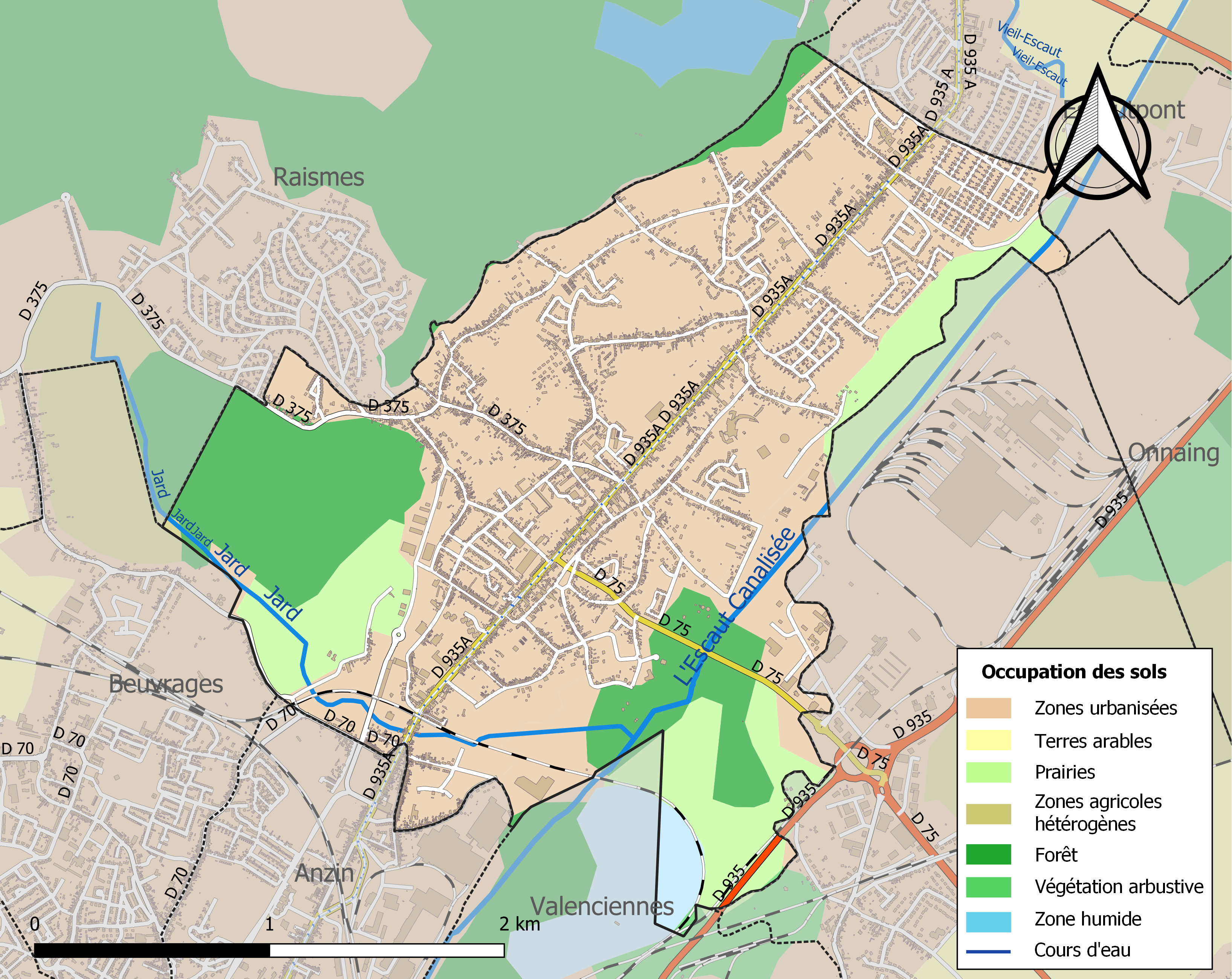
Carte des infrastructures et de l'occupation des sols de la commune en 2018 (CLC).

### Morphologie urbaine
Le territoire de la commune est découpé en plusieurs quartiers (Bruay centre, Thiers, Le Pinson, les Hauts Champs, le Pont de Bruay, le Fruitier, le Rivage, la Folie. le Pré des cloches) et lieux-dits (La Baillette, les Ruelles, le Point du Jour, le gros caillou).

### Logement
En 2009, le nombre total de logements dans la commune était de 4 764, alors qu'il était de 4 424 en 1999.
Parmi ces logements, 93,8 % étaient des résidences principales, 0,2 % des résidences secondaires et 6,1 % des logements vacants. Ces logements étaient pour 88,9 % d'entre eux des maisons individuelles et pour 10,3 % des appartements.
La proportion des résidences principales, propriétés de leurs occupants était de 55,2 %, en hausse par rapport à 1999 (53,3 %). La part de logements HLM loués vides (logements sociaux) était de 22,8 % % contre 22,2 % en 1999.

### Projets d'aménagement
- Création d'un Pôle Social Communal (comprenant le CCAS et les services PMI et assistantes sociales du Département)
- Création de deux Espaces Livres et Jeux Thiers et Pont de Bruay
- Réaménagement de la place des Farineau et agrandissement de la mairie
- Agrandissement de la médiathèque communale pour devenir un espace culturel comprenant médiathèque, service numérique et espace musical
- Remplacement de 70 % de l'éclairage public et installation de 40 caméras
Tous les projets dans les Guides Budgets de la commune, comprenant le PPI (plan pluriannuel d'investissement) : https://www.bruaysurescaut.fr/rubrique-5156.html

## Toponymie
Appelé Bruail, Brueil, Bruel ou même encore Bruech il y a plusieurs siècles, la commune s'est ensuite appelée Bruay. Un bruail désignait alors un bois dans un marais. Mais à la suite de nombreuses confusions avec la commune de Bruay-en-Artois dans le Pas-de-Calais qui créaient des problèmes importants au niveau commercial et administratif puisque le courrier s'acheminait souvent dans la mauvaise commune, il a été décidé de changer le nom de Bruay en Bruay-sur-l'Escaut par un décret du 29 juin 1902, signé par le président de la République Émile Loubet.[réf. nécessaire]

## Histoire

### Des origines à la période industrielle
Bruay tire son origine d'une villa mérovingienne qui devient, au début du VIIIe siècle, propriété de Pharaïlde issue d'une famille noble du Brabant. Elle est proclamée sainte peu de temps après sa mort et l'Église ratifie son culte. Des récits parlent d'une basilicula sanctae Pharaïldis détruite par les Normands lors de l'invasion de 879 à 883. Le premier document mentionnant une paroisse date de 1206. Bruay appartient au comté de Hainaut. Vers 1292, Jean de Beaumont est mis en déroute à Bruay. La commune passe sous domination bourguignonne, puis espagnole. Ruinée par les troubles de la Fronde, la ville est finalement rattachée à la France par le traité de Nimègue en 1678. La houille est découverte vers 1720 et l'essor de l'activité industrielle provoque une importante augmentation démographique.

### La Première Guerre mondiale
Les Allemands dynamitent les deux églises de la ville, celle de Thiers (Saint-Adolphe) et l'église Sainte-Pharaïlde, mais elles seront reconstruites. La cloche Françoise-Marie de 700 kg de l'église Sainte-Pharaïlde, fondue en 1665, est enlevée par les Allemands, mais elle sera remplacée par Germaine-Marie le 27 avril 1924.

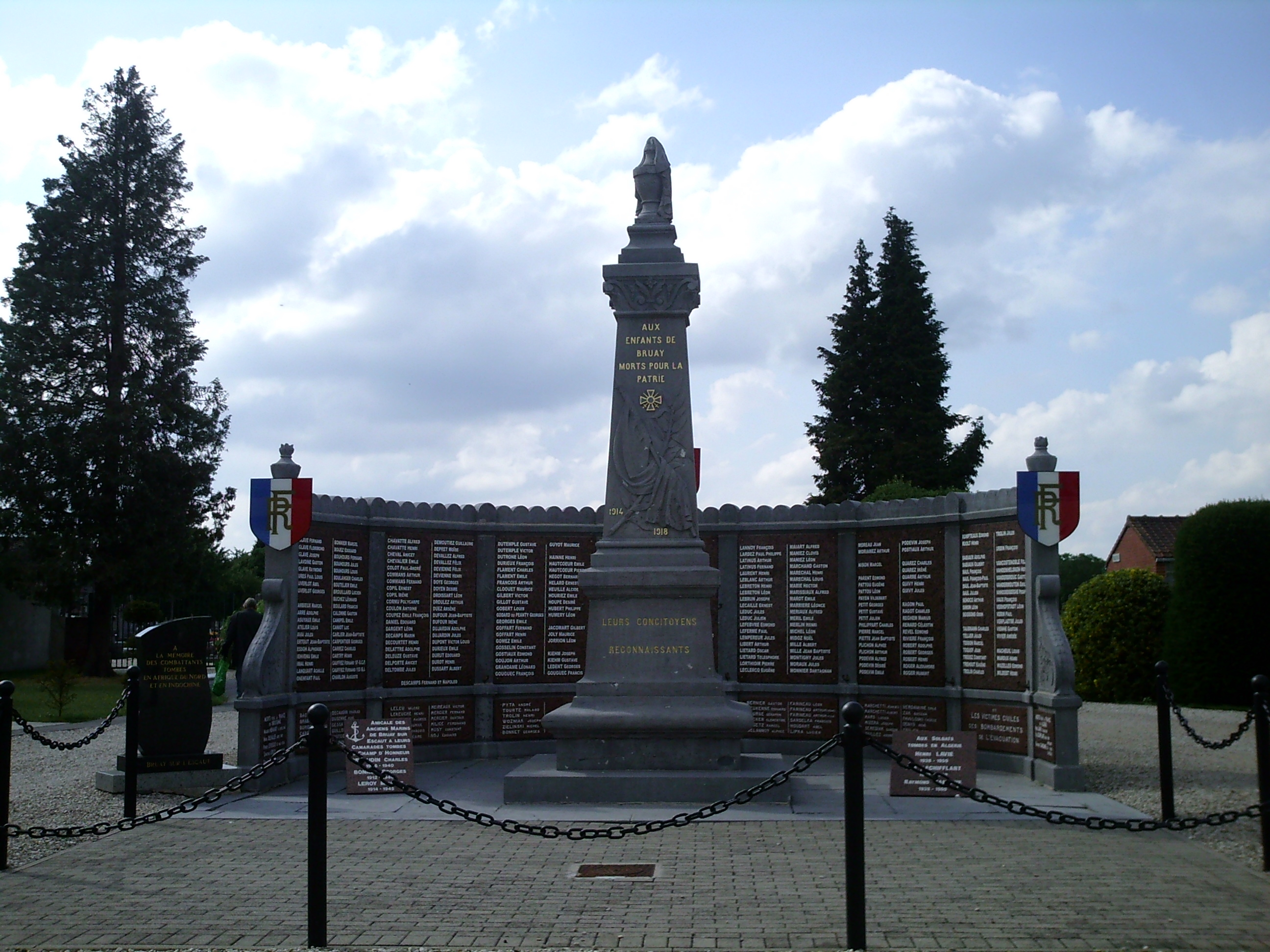
Bruay-sur-l’Escaut - Monument aux morts.

La fosse Thiers est elle aussi dynamitée, le 10 octobre 1918. Le souffle de l'explosion arrache les toitures des maisons du coron à proximité ; la mine est reconstruite et l'exploitation reprendra en 1919.[réf. nécessaire]

### La Seconde Guerre mondiale
Bruay a été impliquée dans la grande grève patriotique des cent mille mineurs du Nord-Pas-de-Calais en mai-juin 1941, l'un des premiers actes de résistance collective à l'occupation nazie en France, le plus spectaculaire, et de loin le plus important par le nombre de participants. Arthur père et fils, Léon et Clémentine (née Decker) Farineau résistants, faisant partie du Front national de la Résistance, sont torturés par les Allemands. La place du centre-ville de Bruay-sur-l'Escaut porte leur nom.
Parmi les résistants communistes de la région, l'instituteur à Raismes-Sabatier Pierre Cuvelier dans la banlieue de Valenciennes qui dès 1940 récupéra dans la forêt de Raismes des armes abandonnées lors de la défaite puis participa aux chaînes d'évasion. D de son nom de code « Jacques », est fusillé par la Gestapo au champ des Quatorze à Préseau le 31 août 1944 à 25 ans. Il était le chef des mouvements de Résistance dans le Valenciennois. La commune est libérée le 2 septembre 1944 par les Américains. Lucien Mars, un grand résistant dans le Valenciennois, arrêté le 19 mai 1944 et torturé par les Allemands puis transféré en camps de concentration où il meurt le 27 février 1945, est élu conseiller municipal, le 29 avril 1945 après sa mort.
Deux lieutenant FTP tomberont dès février 1942, près du café Maka d'un coron de Bruay-sur-l'Escaut, où une "Commune libre" à leur mémoire sera fondée en 1944 par les commerçants.

### L'ancienne gare
Malgré sa taille modeste, la ville avait sa gare rue Berthelot, qui n'existe plus maintenant mais qui a transporté du charbon et des passagers pendant 128 ans de Somain à Péruwelz en Belgique.[réf. nécessaire]

### Les industries
La ville a un grand passé brassicole et possédait beaucoup de quincailleries et quelques industries minières (mine de Thiers et lavoir de charbon). Ce passé est révolu. Une cartonnerie est sortie de terre, à l'ancien emplacement de la gare, il y a quelques années, issue d'un projet qui date de 1995. D'autres industries sortent de terre en ce moment[Quand ?].[réf. nécessaire]

### La mine
Les premiers forages pour trouver de la houille commencent en 1728 à la limite d'Escautpont. Les raisons qui ont poussé les personnes de l'époque à chercher des veines de charbon est due au fait que les ressources en bois étaient épuisées (déforestation), l'industrie de l'époque étant très gourmande en combustible. La mine de Thiers de 139 mètres, la fosse Lagrange, est creusée en 1858, sur un gisement de charbon. Lors du creusement, les ouvriers ont dû faire face aux sables mouvants et à une eau qui envahissait le chantier à un débit de 45 m3/min. La mine portait le nom de l'administrateur des mines d'Anzin de l'époque. Elle a produit 308 tonnes de charbon par jour en 1923, et 100 tonnes avant la Seconde Guerre mondiale. Elle est fermée en 1954. Le terril, riche en schistes, est utilisé pour la fabrication de matériaux utilisés pour la construction des autoroutes.[réf. nécessaire]

## Politique et administration

### Européennes de 2024
Dans cette commune, aux élections européennes du 9 juin 2024, Manon Aubry arrive deuxième (10,44% contre 7,45% en 2019),, la liste de Valérie Hayer n'étant que 3e avec 6,43% (contre 8,49% en 2019), devant celle du PCF (6,05% contre 4,54% en 2019),. La participation est en nette baisse, à 44,34% contre 40,38%,, mais reste inférieure à la moyenne nationale (52,50%). Dans le département, la liste Bardella progresse en général de près de 8 points, contre 6 en moyenne nationale, à 37,34 contre 29,56%,, notamment dans d'autres villes minières comme Denain, Lourches Saint-Amand-les-Eaux ou Anzin.

### Rattachements administratifs et électoraux
Rattachements administratifs
La commune se trouve depuis 1824 dans l'arrondissement de Valenciennes du département du Nord.
Elle faisait partie depuis 1801 à 1982 du canton de Valenciennes-Nord, année où elle intègre le canton d'Anzin. Dans le cadre du redécoupage cantonal de 2014 en France, cette circonscription administrative territoriale a disparu, et le canton n'est plus qu'une circonscription électorale.
Bruay-sur-l'Escaut relève du conseil de prud'hommes de Valenciennes, de la Cour administrative d'appel de Douai, de la Cour d'appel de Douai, de la Cour d'assises du Nord, du tribunal administratif de Lille, du tribunal d'instance de Valenciennes, du tribunal de commerce de Valenciennes, du tribunal de grande instance de Valenciennes, du tribunal paritaire des baux ruraux de Valenciennes et du tribunal pour enfants de Valenciennes.
Rattachements électoraux
Pour les élections départementales, la commune fait partie depuis 2014 d'un nouveau canton d'Anzin
Pour l'élection des députés, elle fait partie de la vingtième circonscription du Nord.

### Intercommunalité
Bruay-sur-l'Escaut  est membre de la communauté d'agglomération Valenciennes Métropole, un établissement public de coopération intercommunale (EPCI) à fiscalité propre créé fin 2000 et auquel la commune a transféré un certain nombre de ses compétences, dans les conditions déterminées par le code général des collectivités territoriales. Cette intercommunalité est constituée par la fusion de la communauté de communes de la vallée de l'Escaut, de la communauté de communes du Pays de Condé et du syndicat intercommunal à vocation Multiple (SIVOM) de Trith-Saint-Léger et environs

### Tendances politiques et résultats
Aux élections municipales et communautaires de 2014, deux listes étaient présentes au premier tour : la liste socialiste (LSOC) « Ensemble pour les Bruaysiens » conduite par le maire sortant Jacques Marissiaux et la liste divers droite (LDIV) conduite par Sylvia Duhamel. cette seconde liste l'a emporté dès le premier tour avec 51,97 des suffrages exprimés contre 48,02 à l'autre liste, l'abstention étant de 38,28 %.
Lors du premier tour des élections municipales de 2020 dans le Nord, la liste menée par la maire sortante, Sylvia Duhamel, remporte la majorité absolue des suffrages exprimés, avec 2 038 voix (62,74 %, 28 conseillers municipaux élus, dont 5 communautaires), devançant largement les listes menées respectivement par :
- Julien Bécourt  (606 voix, 18,38 %, 3 conseillers municipaux élus) ;
- Jacques Leclercq (RN, 294 voix, 8,91 %, 1 conseiller municipal élu) ;
- Frédéric Musy  (238 voix, 7,22 %, 1 conseiller municipal élu) ;
- Dimitri Mozdzierz (LO, 90 voix, 2,73 %, pas d'élus).

L'abstention s'est élevée à 57,71 %, dans un contexte marqié par la Pandémie de Covid-19 en France

### Administration municipale
Le nombre d'habitants de la ville étant compris entre 10 000 et 19 999, le nombre de membres du conseil municipal est de 33.

### Liste des maires
Maire en 1808 : Deltombe.

### Jumelages
Au 28 janvier 2015, Bruay-sur-l'Escaut est jumelée avec :
- Waltershausen (Allemagne) depuis 1962.

Par ailleurs, la commune a signé en 1994 un contrat de partenariat avec la commune de Jugów en Pologne.

## Population et société

### Démographie

#### Évolution démographique
L'évolution du nombre d'habitants est connue à travers les recensements de la population effectués dans la commune depuis 1800. Pour les communes de plus de 10 000 habitants les recensements ont lieu chaque année à la suite d'une enquête par sondage auprès d'un échantillon d'adresses représentant 8 % de leurs logements, contrairement aux autres communes qui ont un recensement réel tous les cinq ans,.

En 2022, la commune comptait 11 584 habitants, en évolution de −0,46 % par rapport à 2016 (Nord : +0,51 %, France hors Mayotte : +2,11 %).
| 1800  | 1806  | 1821  | 1831  | 1836  | 1841  | 1846  | 1851  | 1856  |
| ----- | ----- | ----- | ----- | ----- | ----- | ----- | ----- | ----- |
| 1 160 | 1 437 | 1 716 | 1 907 | 1 966 | 2 089 | 2 320 | 2 463 | 2 635 |

| 1861  | 1866  | 1872  | 1876  | 1881  | 1886  | 1891  | 1896  | 1901  |
| ----- | ----- | ----- | ----- | ----- | ----- | ----- | ----- | ----- |
| 3 060 | 3 251 | 3 870 | 4 392 | 4 549 | 4 778 | 4 934 | 6 053 | 7 095 |

| 1906  | 1911  | 1921  | 1926  | 1931  | 1936  | 1946  | 1954   | 1962   |
| ----- | ----- | ----- | ----- | ----- | ----- | ----- | ------ | ------ |
| 7 482 | 7 840 | 7 330 | 9 042 | 9 411 | 9 144 | 9 431 | 10 493 | 12 168 |

| 1968   | 1975   | 1982   | 1990   | 1999   | 2006   | 2011   | 2016   | 2021   |
| ------ | ------ | ------ | ------ | ------ | ------ | ------ | ------ | ------ |
| 12 546 | 12 207 | 11 810 | 11 771 | 11 828 | 11 551 | 12 122 | 11 638 | 11 309 |

| 2022   | - | - | - | - | - | - | - | - |
| ------ | - | - | - | - | - | - | - | - |
| 11 584 | - | - | - | - | - | - | - | - |

#### Pyramide des âges
La population de la commune est relativement jeune.
En 2018, le taux de personnes d'un âge inférieur à 30 ans s'élève à 41,0 %, soit au-dessus de la moyenne départementale (39,5 %). À l'inverse, le taux de personnes d'âge supérieur à 60 ans est de 22,5 % la même année, alors qu'il est de 22,5 % au niveau départemental.
En 2018, la commune comptait 5 338 hommes pour 5 973 femmes, soit un taux de 52,81 % de femmes, légèrement supérieur au taux départemental (51,77 %).
Les pyramides des âges de la commune et du département s'établissent comme suit.
| Hommes | Classe d’âge | Femmes |
| ------ | ------------ | ------ |
| 0,4    | 90 ou +      | 1,2    |
| 4,6    | 75-89 ans    | 7,1    |
| 14,9   | 60-74 ans    | 16,5   |
| 18,5   | 45-59 ans    | 17,0   |
| 19,4   | 30-44 ans    | 18,3   |
| 19,1   | 15-29 ans    | 17,8   |
| 23,2   | 0-14 ans     | 22,0   |

| Hommes | Classe d’âge | Femmes |
| ------ | ------------ | ------ |
| 0,5    | 90 ou +      | 1,4    |
| 5,3    | 75-89 ans    | 8,1    |
| 14,8   | 60-74 ans    | 16,2   |
| 19,1   | 45-59 ans    | 18,4   |
| 19,5   | 30-44 ans    | 18,7   |
| 20,7   | 15-29 ans    | 19,1   |
| 20,2   | 0-14 ans     | 18     |

### Enseignement
Bruay-sur-l'Escaut est située dans l'Académie de Lille.

#### Établissements scolaires
Elle administre quatre écoles maternelles et quatre écoles élémentaires.
Le département gère le collège Jean-Macé.

### Manifestations culturelles et festivités
Plusieurs fois dans l'année, la fête foraine (ou « ducasse » pour les nordistes) est installée au moins 2 jours sur la place.
En octobre (ou début novembre), les Lum'Rottes, fête dans l'esprit Halloween, est célébrée dans le quartier des Ruelles.
En décembre, le marché de Noël se déroule sur la Place, des associations vendent des petits objets pour Noël ; l'argent récolté a pour but de financer les associations pour des voyages. À la fin du marché, un feu d'artifice est tiré devant la mairie (il n'a pas eu en 2015 en raison de l'état d'urgence).
Le 14 juillet, au matin, une cérémonie en mémoire des soldats français a lieu devant le monument aux morts ; l'après-midi, des animations se déroulent sur la place ou à l'étang de pêche ; au soir un/des artistes se présentent sur scène encore une fois sur la place, un feu d'artifice est tiré à l'étang de pêche (autrefois tiré depuis la place). Les manifestations du 14 juillet 2016 (sauf la cérémonie du matin) n'ont pas eu lieu, étant prévues le 15 juillet 2016, les festivités sont annulées sur-le-champ en raison de l'attentat du 14 juillet 2016 à Nice ; les festivités sont reportées fin août, mais sous haute surveillance.
En juillet de nombreuses animations prennent place dans la ville (marché semi-nocturne, cinéma en plein air, après-midi jeux, courses de caisses à savon, etc). En 2017 un grand carnaval des géants s'est déroulé début juillet.

### Sports
Bruay-sur-l'Escaut offre une variété d'activités sportives à travers ses nombreuses associations locales, reflétant l'esprit dynamique de la ville. Voici un aperçu des options disponibles pour les résidents et visiteurs de toutes les tranches d'âge.
1. Danses
  - Varity Line Dance et Top Dance : Ces associations proposent des cours de danse country et en ligne pour adultes et enfants à partir de 15 ans, dans un environnement familial.
  - The Villains : Association consacrée à la danse hip-hop et aux cultures urbaines pour tous, dès l'âge de trois ans.
2. Gymnastique et fitness
  - APas de Géants et Société de Gymnastique Bruaysienne offrent des programmes de gymnastique et de fitness pour tous les âges, y compris des activités adaptées aux seniors.
  - Mon Yoga Bien-Être : Des sessions de yoga sont disponibles pour les adultes, mettant l'accent sur le bien-être mental et physique.
3. Sports individuels
  - Association Bruaysienne de Cyclotourisme : Active depuis plus de 40 ans, cette association organise des sorties de cyclotourisme et de VTT.
  - Ping Pong Club Bruaysien et Pétanque Bruaysienne : Ces clubs encouragent la pratique du tennis de table et de la pétanque à travers des compétitions et des loisirs.
4. Sports de combat
  - Aiki-Jujutsu Marotokan Bruaysien et Judo Club de Bruay-sur-l'Escaut : Ils offrent des formations en arts martiaux et en judo pour toutes les compétences et tous les âges.
  - École Ying Chuan : Cet établissement enseigne le Kung Fu et d'autres arts martiaux chinois, ainsi que des techniques de self-défense.
5. Autres activités
  - Billard Club Bruaysien : Propose des entraînements et des compétitions de billard dans différentes disciplines.
  - Association Cynophile Bruaysienne : Offre des conseils et de l'aide pour l'éducation des chiens de toutes races.

Ces associations ne sont que quelques exemples des nombreuses options disponibles à Bruay-sur-l'Escaut, démontrant l'engagement de la ville à promouvoir un mode de vie actif et inclusif pour tous ses habitants.
La ville a été de nombreuses fois[Quand ?] récompensée[Par qui ?] dans quelques disciplines[Lesquelles ?].

### Culte
La commune possède deux églises catholiques : Sainte-Pharaïlde (centre-ville) et Saint-Adolphe (cité minière de Thiers). L'église Saint-Adolphe a bénéficié de gros travaux dans le cadre du projet de rénovation urbaine   et a rouvert le dimanche 3 décembre 2017, jour où l'on y célèbre la messe en l'honneur de sainte Barbe, sainte patronne des mineurs.
Il existe aussi deux églises évangéliques à Bruay, rue Henri Legrand et cité du Faubourg.
Une mosquée est frontalière avec la ville d'Escautpont.

## Économie

### Revenus de la population et fiscalité
Le niveau de vie médian pour cette localité est de 13 370 € annuels, soit un niveau moins haut (-47,98 %) que le revenu médian de la France, estimé à 19 785 €. Environ 61 % des foyers fiscaux de la commune sont imposables et le taux de pauvreté s'élève à 15,8 points de plus que le taux de pauvreté français (13,9 %). L'indice de Gini de 40 % démontre une inégalité de la distribution des revenus plus forte que celle de la France (30 %). L'écart inter-décile se situe à 10,1, avec 10 % des habitants les plus pauvres percevant au plus 2 576 € tandis que les 10 % de la population les plus riches gagnent au moins 26 098 €.
Le montant moyen d'impôts locaux par foyer fiscal s'élève à 635 € (3 949 000 € au total collectés par la commune). Concernant l'impôt sur le revenu, la population est taxée à hauteur de 439 € en moyenne et par foyer. C'est un total moins élevé que l'impôt moyen du département (1 146 €).

### Emploi
En 2009, la population âgée de 15 à 64 ans s'élevait à 7 767 personnes, parmi lesquelles on comptait 63,5 % d'actifs dont 52,7 % ayant un emploi et 10,8 % de chômeurs.
On comptait 1 676 emplois dans la zone d'emploi, contre 1 232 en 1999. Le nombre d'actifs ayant un emploi résidant dans la zone d'emploi étant de 4 108, l'indicateur de concentration d'emploi est de 40,8 %, ce qui signifie que la zone d'emploi offre moins d'un emploi pour deux habitants actifs.

### Entreprises et commerces
Au 31 décembre 2010, Bruay-sur-l'Escaut comptait 406 établissements : 1 dans l'agriculture-sylviculture-pêche, 20 dans l'industrie, 59 dans la construction, 249 dans le commerce-transports-services divers et 77 étaient relatifs au secteur administratif.
En 2011, 67 entreprises ont été créées à Bruay-sur-l'Escaut, dont 35 par des autoentrepreneurs.
La ville compte[Quand ?] 2 supermarchés (Super U et  ALDI), 3 pharmacies, 3 magasins FDJ (tabac et magazines), au moins 5 restaurants (friteries, kébab, restaurant traditionnel), 3 infrastructures automobiles (Audi, Skoda et Inter Garage), 3 boucheries, ainsi que 6 salons de coiffure[réf. nécessaire].

## Culture locale et patrimoine

### Lieux et monuments

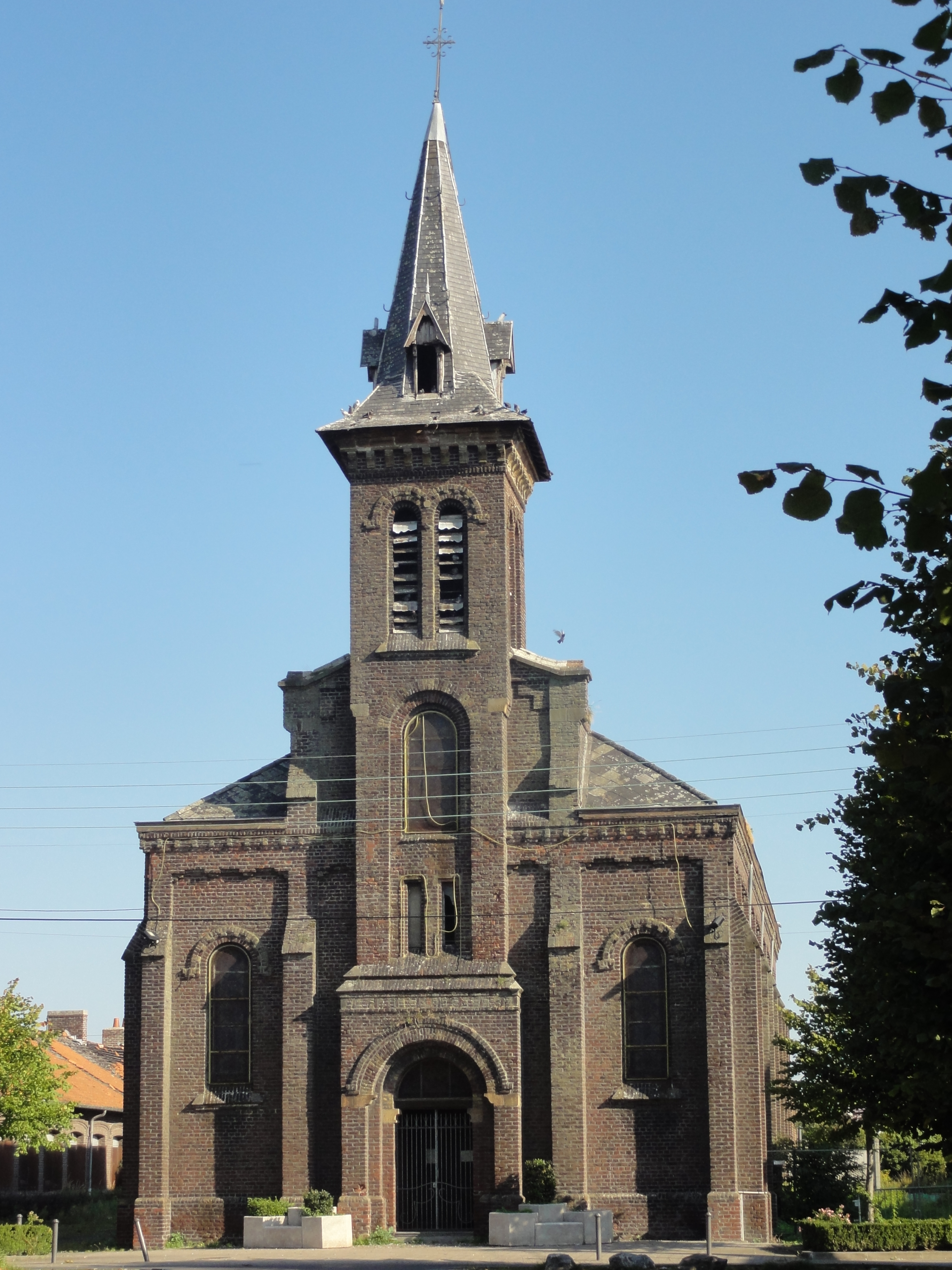
Église Saint-Adolphe de Thiers.

- L'église Sainte-Pharaïlde. L'église remplace une chapelle construite au début du VIIIe siècle, puis détruite par les Normands. Elle est reconstruite au début du Xe siècle[22]. L'église actuelle est construite en 1891, détruite par les Allemands le 7 octobre 1918 et reconstruite le 16 octobre 1921. L'ancienne église avait un cimetière autour d'elle, sa petite taille obligeait à déterrer les défunts pour en enterrer de nouveaux. Un cimetière, plus grand est construit en 1867 sur la route nationale, il est toujours en fonction. Le coq de la girouette du clocher a été remplacé en 1980. Dans l'église se trouvent trois objets répertoriés à l'inventaire des monuments historiques[53] :
  - le reliquaire de sainte Pharaïlde et de sainte Barbe, daté du XIVe siècle et « classé » depuis le 11 mai 1993[54] ;
  - le cénotaphe de sainte Pharaïlde, daté du XIe siècle et « classé » depuis le 15 avril 1896[55] ;
  - La statue de sainte Scholastique, datée du XVIIe siècle et « classé » depuis le 1er février 1971[56].
- L'église Saint-Adolphe de Thiers.
- Au cimetière : le monument aux morts des deux guerres mondiales, la stèle pour les morts d'Algérie.
- La fontaine dédiée à sainte Pharaïlde. Selon la légende, la sainte fait jaillir cette source pour permettre aux ouvriers agricoles de se désaltérer[22].
- La Verrerie de Bruay autorisée par décret Royal en 1828.

La mairie actuelle a été construite en 1877 en remplacement d'un ancien bâtiment trop ancien, puis agrandie en 1972-1973.[réf. nécessaire]

### Les géants

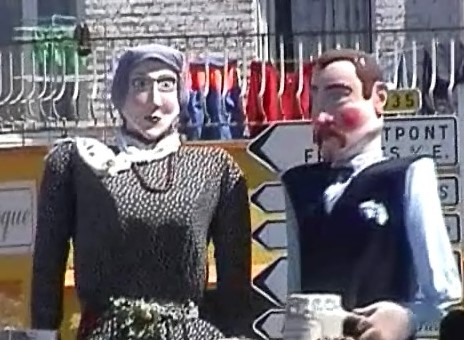
Adolphine et Chope.

- Adolphine la géante de Thiers qui est une cribleuse, appelée cafu, elle représente une femme trieuse de charbon pour les compagnies minières.
- Chope le géant du Pont de Bruay, un brasseur créé en 1996 en l'honneur des diverses brasseries de Bruay.

Ils ont été mariés par le maire le 15 juin 2003, sur la place des Farineau en présence de nombreux géants du Nord et de la Belgique. Chtio Gust, un jeune qui écoute de la musique avec son lecteur MP3 et porte un calicot sur la lutte contre le SIDA.

### Médaille de la ville
Il s'agit d'une pièce ronde qui contient une colombe avec un rameau d'olivier dans son bec, les armes de la ville, un soleil, un épi de maïs, un chevalet de mine, une enclume avec un marteau et une pince et une devise : Paix Travail Fraternité.

### Personnalités liées à la commune
- Pierre-Joseph Fontaine (1810-1877), inventeur d'un parachute destiné à freiner la chute des cages de mine, né à Bruay-sur-l'Escaut.
- Maurice Delage (1906-1959), ingénieur français, Compagnon de la Libération.
- Édouard Hautcœur (1830-1915), prélat et historien fondateur de l'Université catholique de Lille.

### Héraldique
|  | Les armes de Bruay-sur-l'Escaut se blasonnent ainsi : Coupé : En chef, écartelé : aux 1 et 4, d'or au lion de sable ; aux 2 et 3, d'or au lion de gueules ; en pointe, d'azur à trois canettes d'argent. |

La commune a été très longtemps sous l'autorité des seigneurs de Croÿ, dont le dernier fut Emmanuel de Croÿ (1718-1784).

## Pour approfondir